# Ло (Дейвен)
Ло (нід. Loo) — село в нідерландській провінції Гелдерланд. Входить до муніципалітету Дейвен. Декілька будинків села розміщені на землях, що належать муніципалітету Лінгевард.
Перша згадка про населений пункт датується 1294 роком.

## Галерея

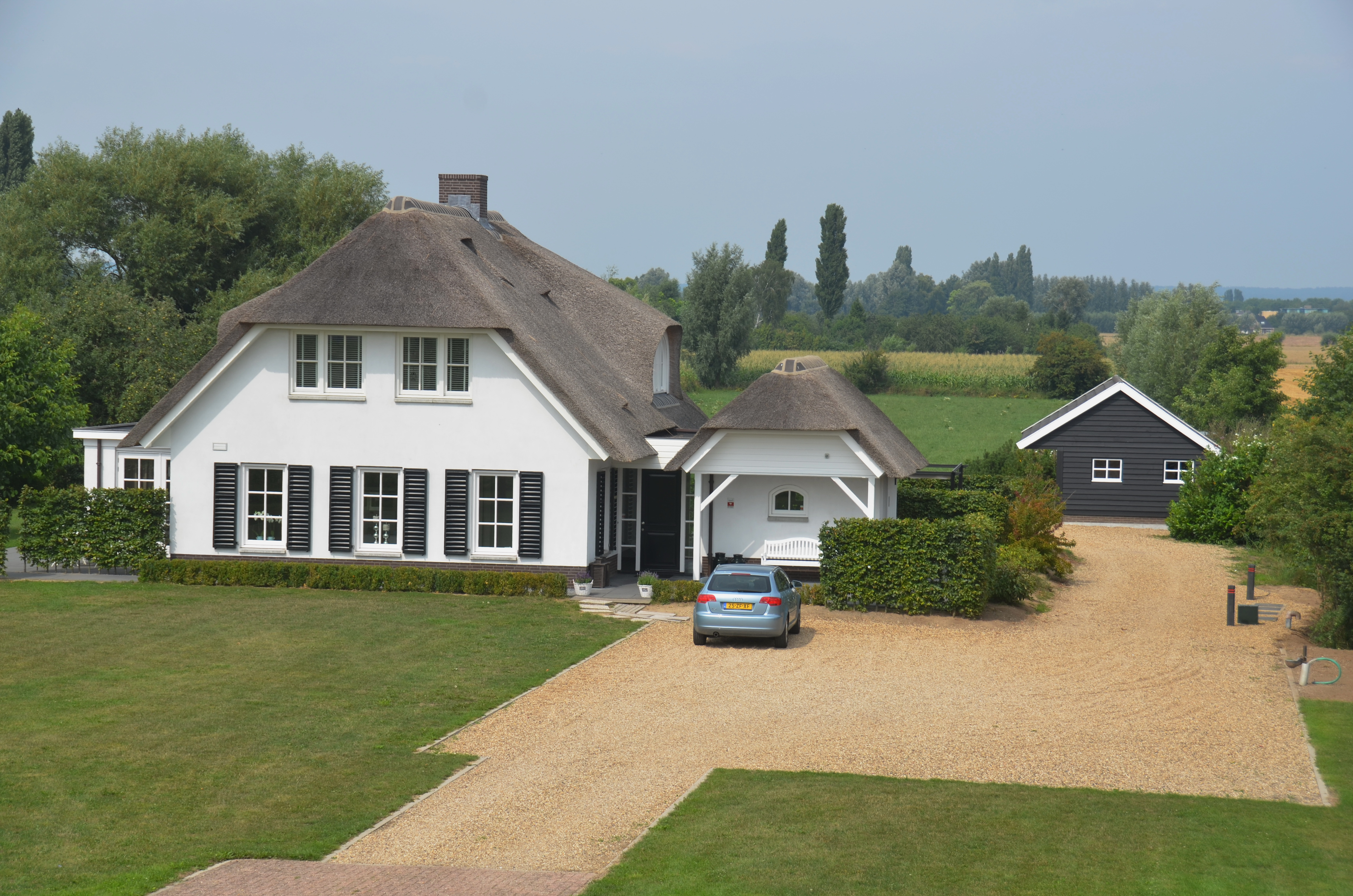
Ферма
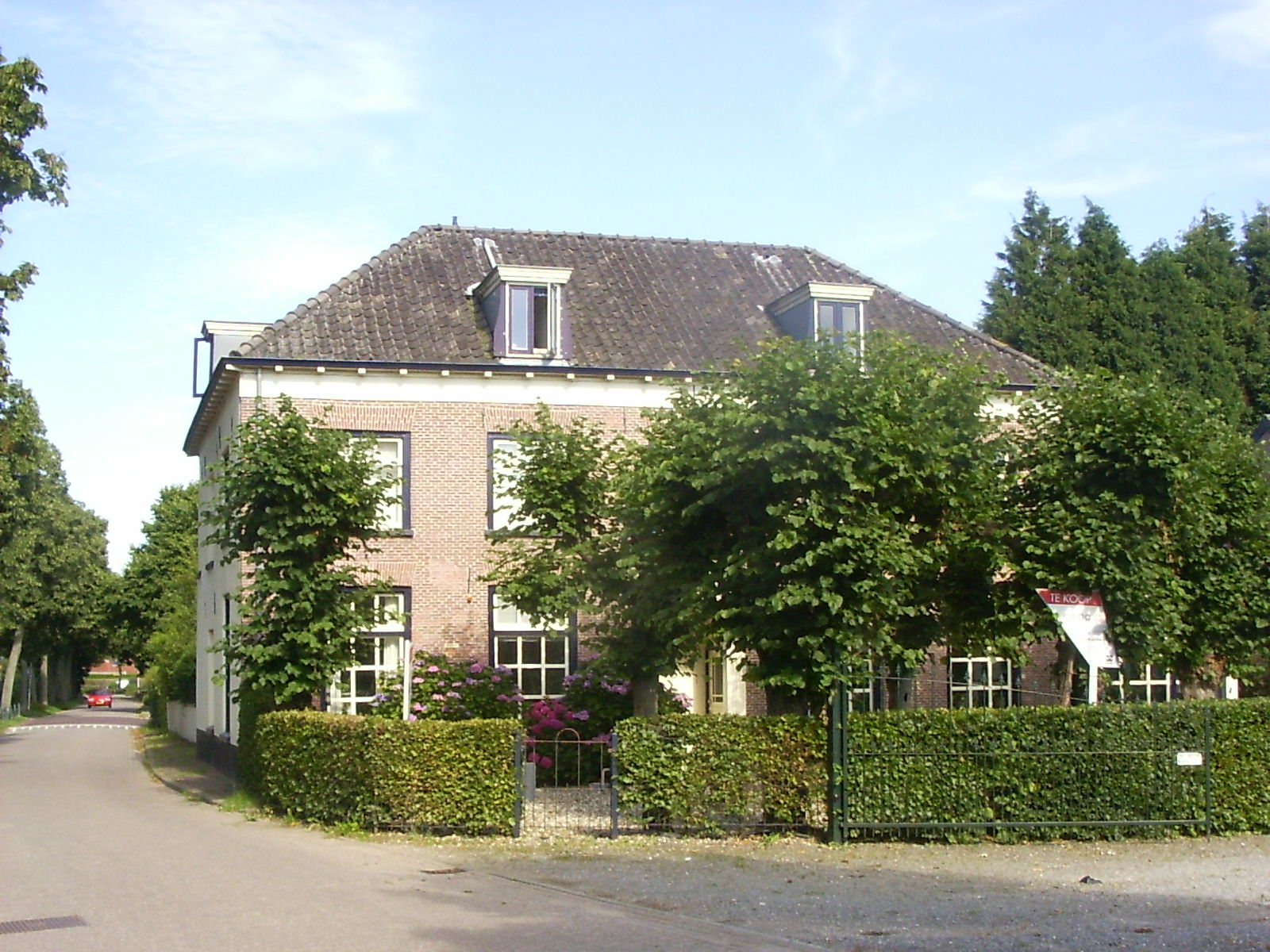
Вілла
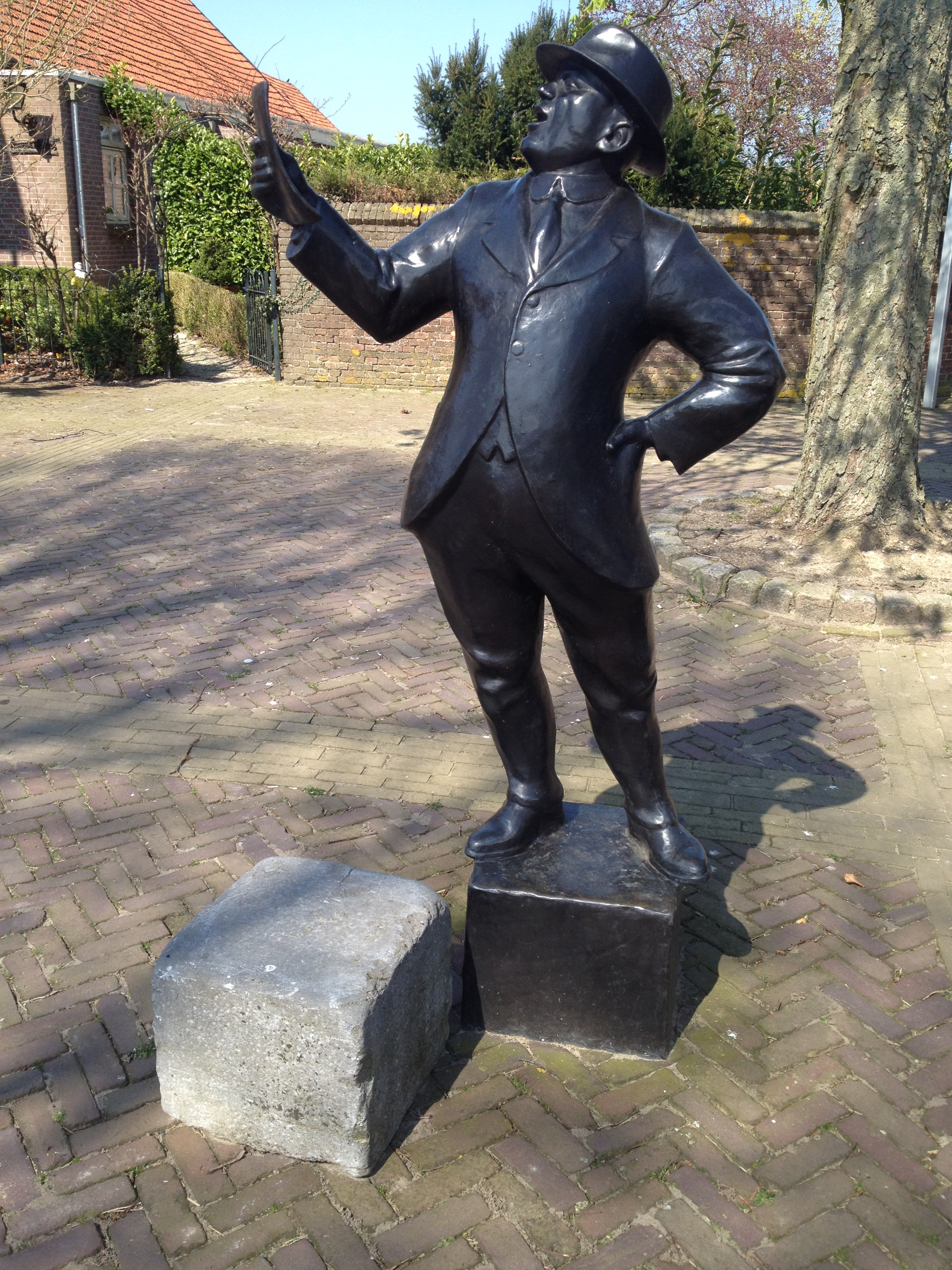
Статуя в Ло
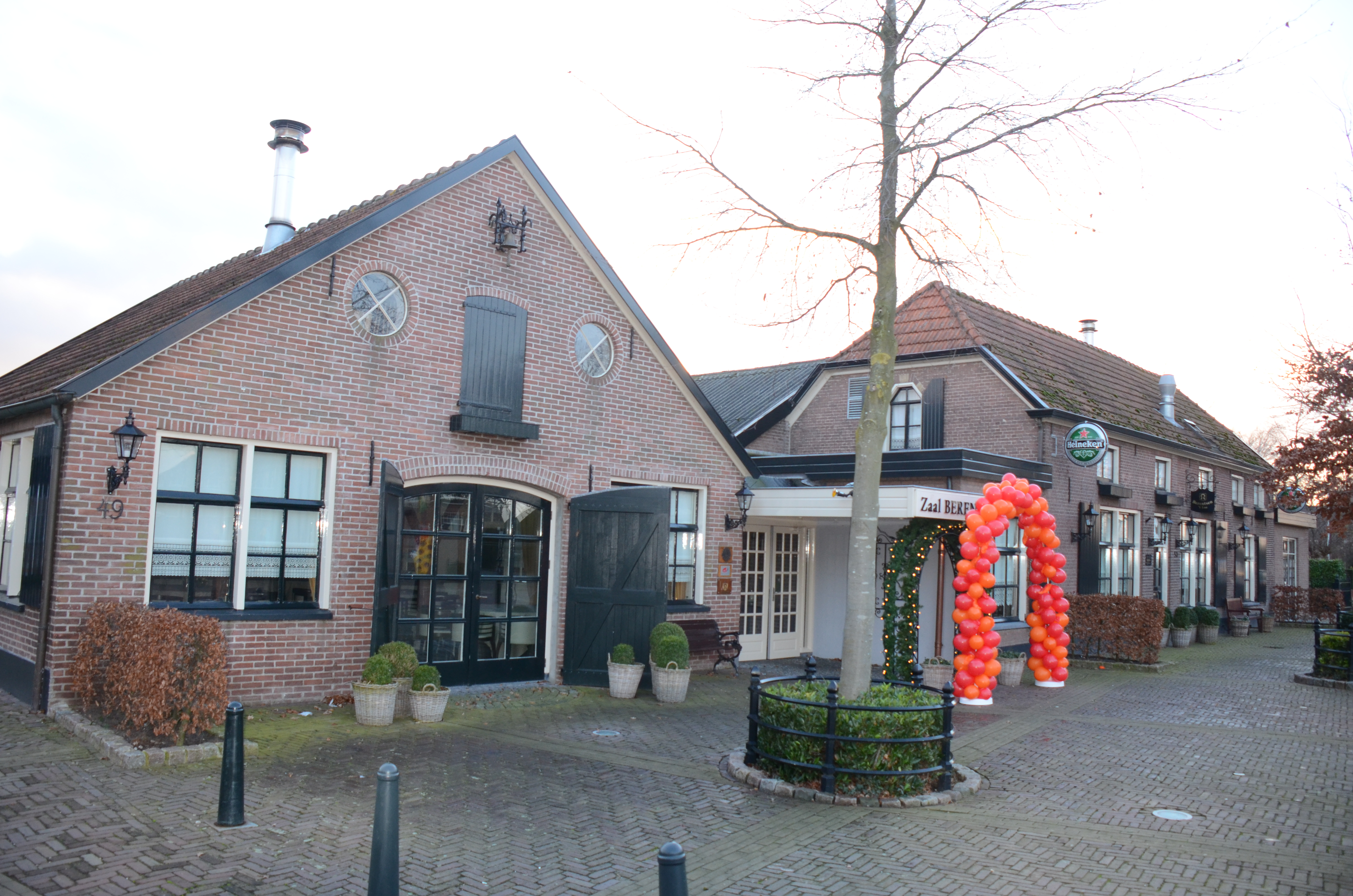
Культурний осередок